# Marcel Rasquin
Marcel Rasquin, ook Hubert Fernand Rasquin, (Petithan, 14 november 1919 - ) was een Belgisch volksvertegenwoordiger.

## Levensloop
Rasquin was beroepshalve ambtenaar op het ministerie van Landbouw en daarnaast provinciaal voorzitter van de socialistische ziekenkassen in de provincie Luxemburg.
Van 1965 tot 1971 was hij gemeenteraadslid en burgemeester van Petithan. Zijn mandaat werd in 1971 verlengd, bij gebrek aan tegenkandidaat.
In 1968 werd hij als eerste opvolger geplaatst op de socialistische lijst voor de wetgevende verkiezingen in het arrondissement Aarlen. De verkozen volksvertegenwoordiger, Roger Lamers, nam ontslag in februari 1971 en Rasquin volgde hem op. Hij vervulde dit mandaat slechts gedurende acht maanden, want bij de verkiezingen van november 1971 werd de verkiesbare plaats toegekend aan zijn concurrent Marcel Remacle.
Hij was echter ook verkozen als provincieraadslid (hetgeen hij van 1961 tot 1971 al geweest was) en werd nu bestendig afgevaardigde, bevoegd voor toerisme en bossen.
In juli 1973 solliciteerde hij voor het ambt van arrondissementscommissaris voor het arrondissement Aarlen-Bastenaken, wat hem werd toegekend. Hij vervulde dit ambt tot aan zijn pensioen in 1984.